# Motutunga
Motutunga és un atol de les Tuamotu, a la Polinèsia Francesa. Administrativament depèn de la comuna associada de Faaite, de la comuna d'Anaa. Està situat a 17 km al sud-est de Tahanea i a 490 km a l'est de Tahití.

## Geografia
És un atol de forma quasi triangular, de 15 km d'allargada i 14 km d'ample. La superfície terrestre és d'1,4 km² i la llacuna de 126 km². Només hi ha un pas no navegable a l'interior de la llacuna. És deshabitat.

## Història
Descoberta per James Cook, el 1773, es va conèixer amb el nom del seu vaixell Adventure. El 1775 Domingo Bonaechea el va anomenar San Blas.